# Bad Kösen
Bad Kösen est un quartier de la ville allemande de Naumbourg, dans le Land de Saxe-Anhalt, située à 60 kilomètres de Leipzig.
Bad Kösen se trouve au bord de la Saale. Cette petite ville de Saxe est surtout célèbre pour sa prestigieuse école régionale de Pforta, qui se trouve sur le territoire de la commune, dans les bâtiments de l'ancienne abbaye de Pforta, qui appartenait à l'ordre cistercien. 

## Particularités
Chaque année, les élèves de l'« école latine August-Hermann-Francke (de) » (du nom de August Hermann Francke) viennent ici.[précision nécessaire]

### Monument
La maison romane, qui abrite un musée, est déjà mentionnée en 1138 comme ferme du monastère de Schulpforta.

## Personnalités liées au quartier
- Georg Groddeck (1866-1934),  médecin et psychothérapeute ;
- Hans-Jochen Schmidt (1947-), diplomate.

## Galerie

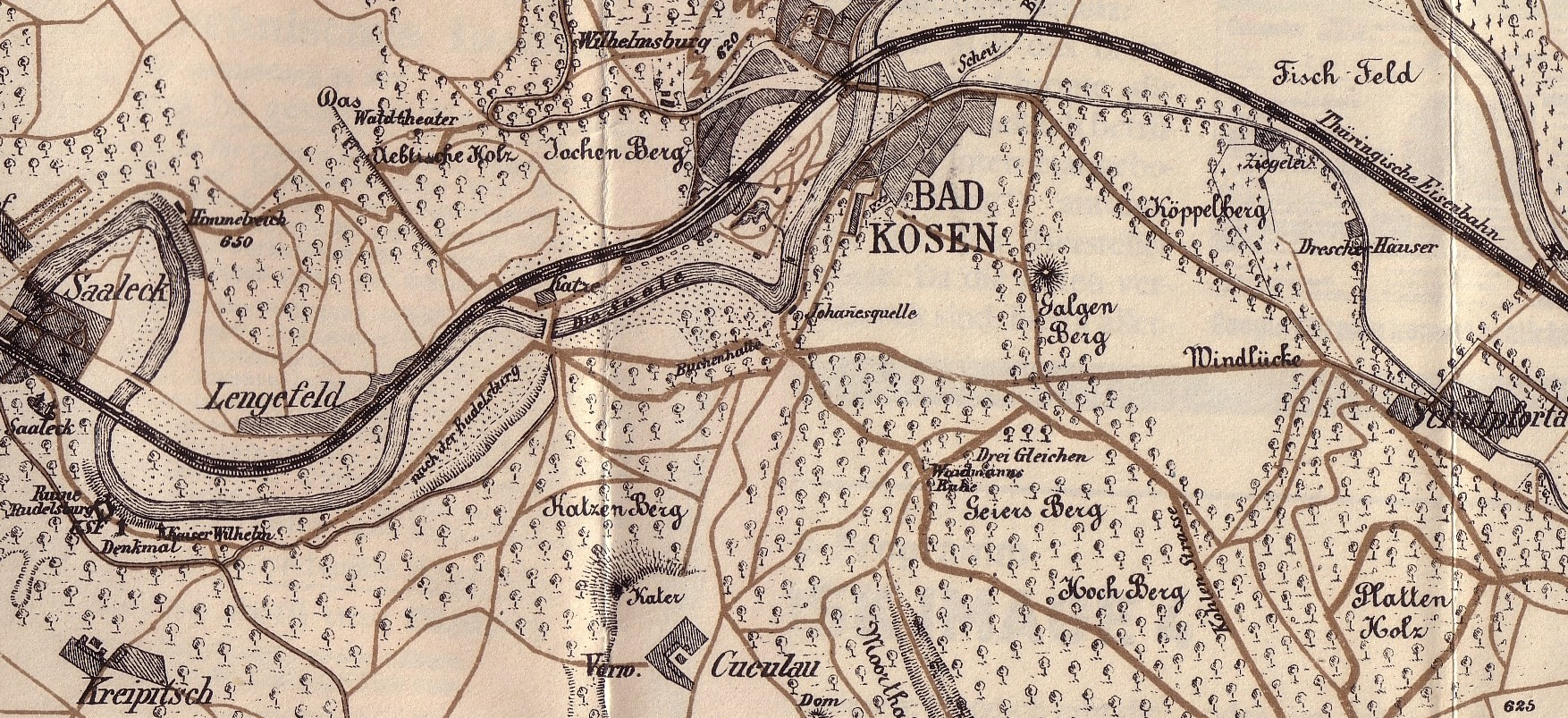
Plan de la commune vers 1910. À droite, l'emplacement de l'école de Pforta.
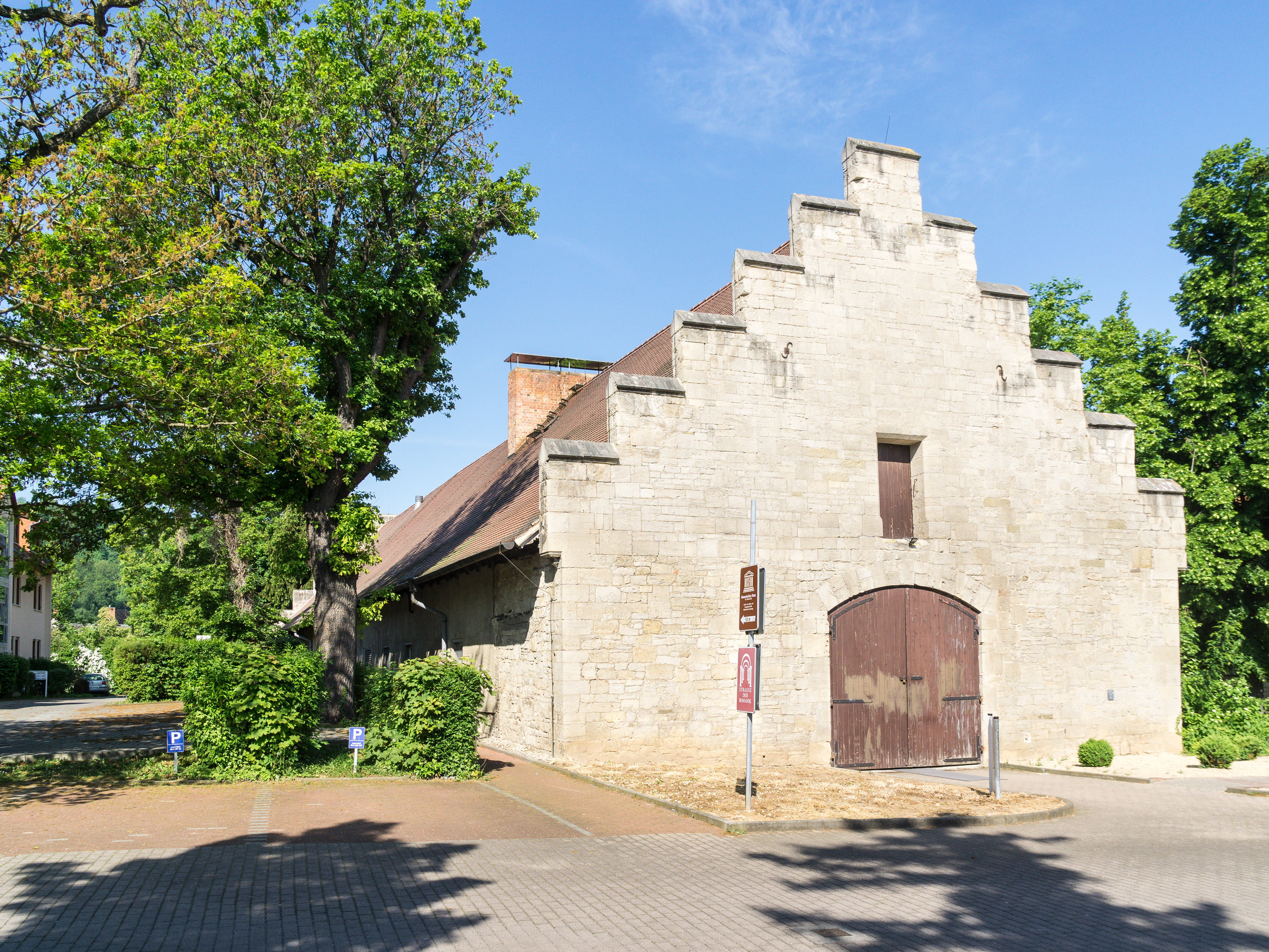
La maison romane.
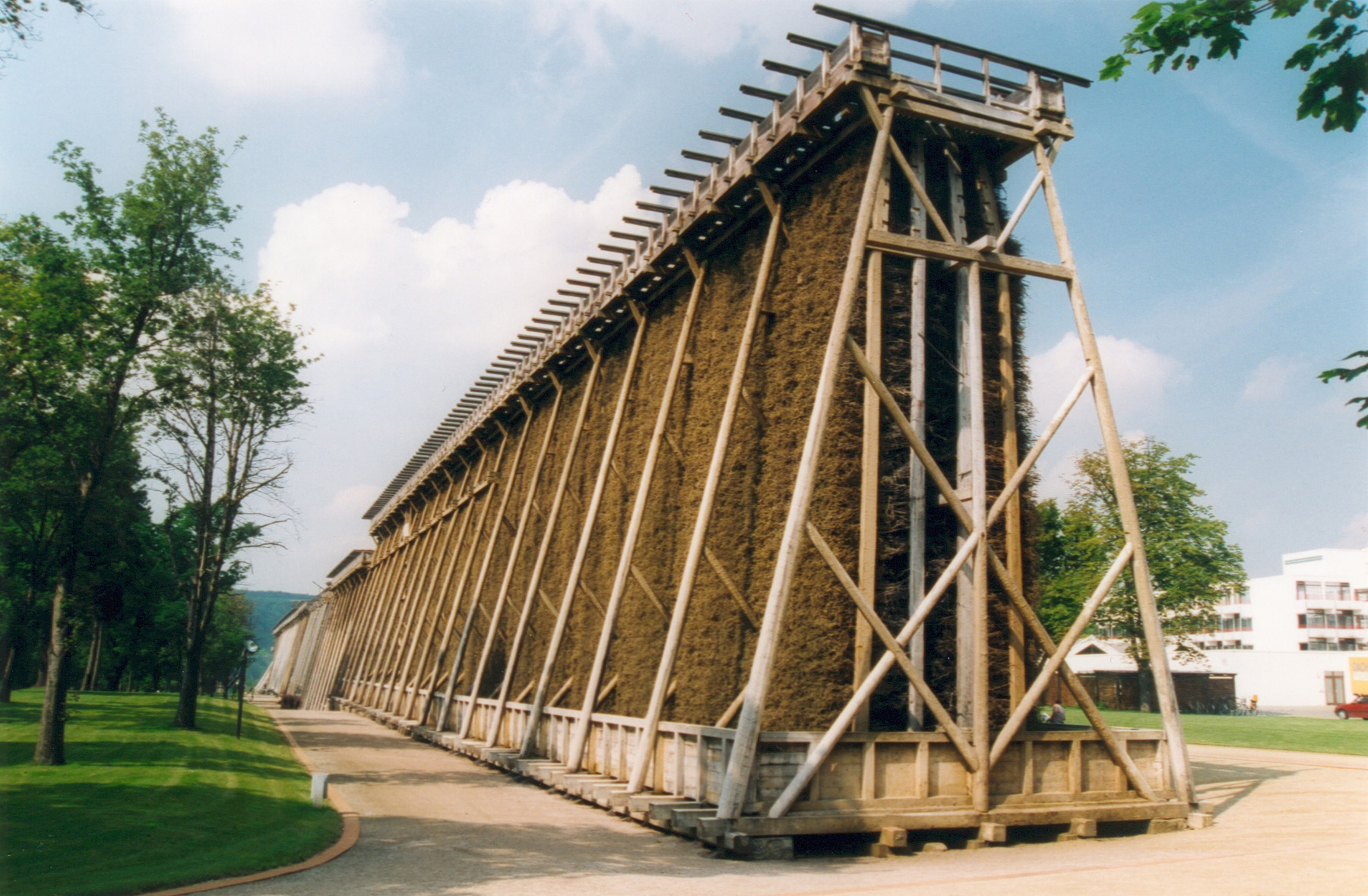
Saline de Bad Kösen: bâtiment de graduation de la saumure.
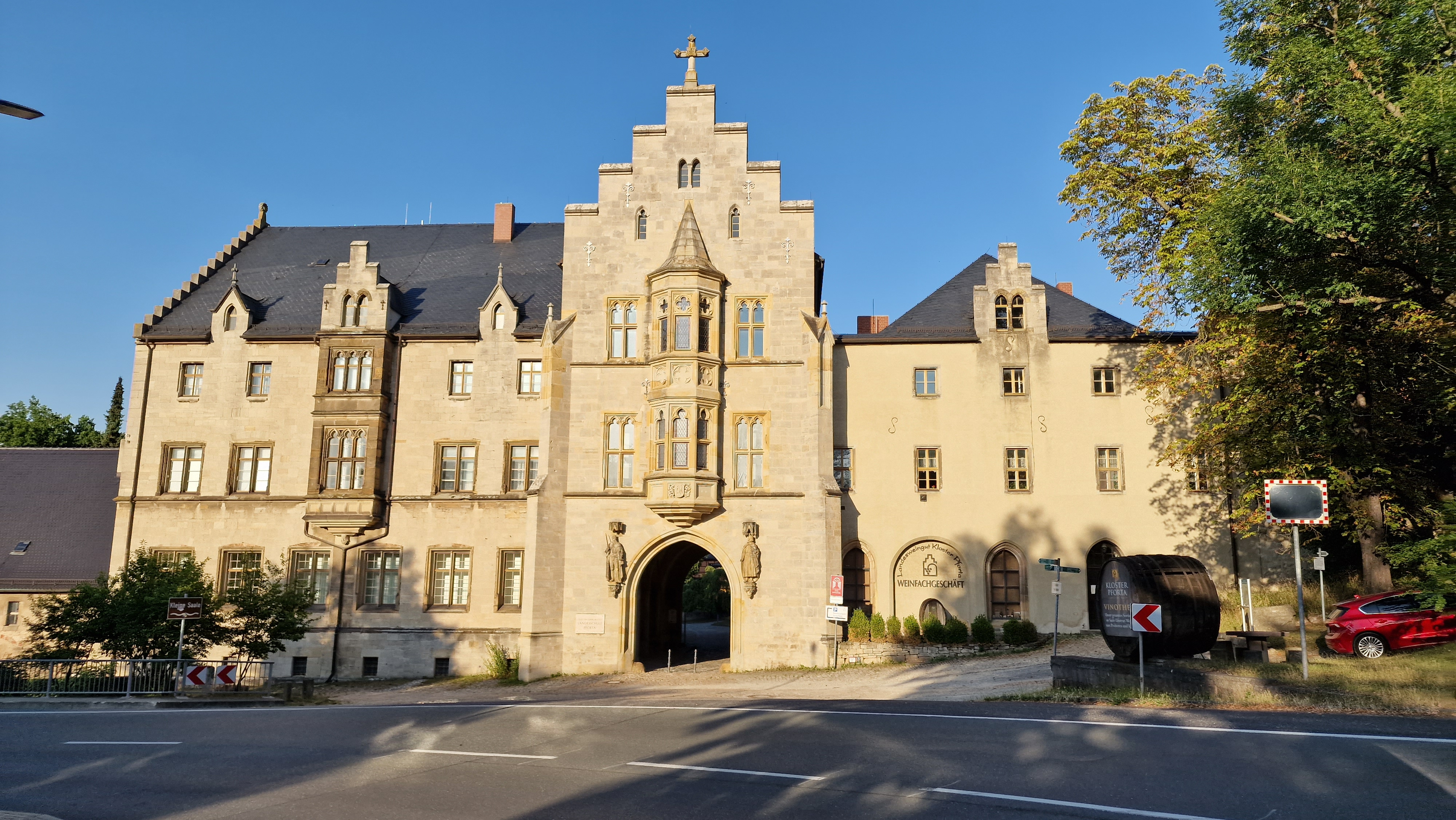
Portail de l'abbaye de Pforta.